# Tanacetum bipinnatum
Tanacetum bipinnatum — вид рослин з родини айстрових (Asteraceae), поширений у північній Азії й північно-східній Європі, а також у Північній Америці.

## Опис
Багаторічник заввишки 5–30(80) см. Стебла іноді з пурпуровим відтінком, 1–2 +, від майже лежачих до висхідних або прямостійних, розгалужені. Прикореневі листки скоро в'януть; листові пластини від ± яйцеподібних або еліптичних до обернено-яйцеподібних або лопатоподібних, переважно 7–25+ × 3–5(10+) см, 2–3-перисто-лопатеві (первинних часток переважно 6–24+ пари, від вузько довгастих до лінійно-еліптичних або лінійних, часточки довгасті або яйцеподібні до ± ланцетоподібних, іноді скручені), кінцеві краї цілі або ± зубчасті, поверхні, як правило, ± ворсинчасті, іноді голі. Квіткових голів (2)5–12(20+) у щиткоподібних суцвіттях або поодинокі. Пелюстки жовті або блідо-жовті. Сім'янки 2–3(4) мм, слабо 5-ребристі або кутасті. 2n = 54 Період цвітіння: травень — вересень.

## Середовище проживання
Поширений у північній Азії й північно-східній Європі (Росія) й Північній Америці (Канада, захід і північ США). Населяє дюни, інші піщані ділянки, вапняні ґрунти, прибережні чагарники.